# Gehyra fenestra
Gehyra fenestra är en ödleart som beskrevs av  Mitchell 1965. Gehyra fenestra ingår i släktet Gehyra och familjen geckoödlor. Inga underarter finns listade i Catalogue of Life.